# Wtyk kopytczak
Wtyk kopytczak (Spathocera laticornis) – gatunek pluskwiaka z podrzędu różnoskrzydłych i rodziny wtykowatych. Zamieszkuje zachodnią część Eurazji.

## Taksonomia
Gatunek ten opisany został po raz pierwszy w 1829 roku przez Samuela Petera Schillinga pod nazwą Coreus laticornis. Jako miejsce typowe wskazano wrocławskie Swojczyce. W 1833 roku niezależnie opisał go François-Louis Laporte pod nazwą Atractus cinereus, umieszczając go w monotypowym rodzaju Atractus. W 1860 roku Johann Philipp Emil Friedrich Stein zmienił nazwę tego rodzaju na Spathocera.

## Morfologia
Pluskwiak o ciele długości od 5,8 do 7 mm. Ubarwienie może mieć żółtobrązowe, brązowe, szarobrązowe lub rudobrązowe, przy czym spód ciała jest jaśniejszy niż wierzch. Głowa ma na przedzie kilka kolców. Nadustek jest wyciągnięty przed nasadę czułków i zaopatrzony w małe kolce. Czułki są krótsze od połowy długości ciała, zbudowane z czterech członów, z których pierwszy jest trójgraniasty i koloru ciała, drugi tak długi jak pierwszy, ale wyraźnie węższy, zwykle jaśniejszy, trzeci półtora raza dłuższy niż poprzedni, ku szczytowi wyraźnie rozszerzony i spłaszczony, w odsiebnych ¾ koloru ciemnobrązowego lub czarnego, a czwarty kroplowaty i słabo spłaszczony. Przedplecze jest dłuższe niż szerokie, o przednich kątach lekko ku przodowi wyciągniętych i zaostrzonych, tylnych kątach zaokrąglonych, a tylnej krawędzi wykrojonej przy tarczce. Na powierzchni przedplecza biegną trzy żeberka, z których środkowe wykształcone jest słabiej. Zarys tarczki jest trójkątno-sercowaty. Na jej powierzchni znajduje się para ciemnych wcisków oddzielonych niskim żeberkiem. Zwężające się ku tyłowi półpokrywy zwykle nie wykraczają poza odwłok. Listewka brzeżna odwłoka ma szerokość mniej więcej równą podstawie tarczki.

## Ekologia i występowanie
Owad ten zasiedla stanowiska suche i nasłonecznione o podłożu piaszczystym lub gliniastym; częsty jest w lasach sosnowych. Zarówno larwy jak i postacie dorosłe są fitofagami ssącymi soki z liści i nasion roślin. Żerują na bylicy polnej, dziewannach, jasieńcu piaskowym, rdestach, szczawiach, wrzosie zwyczajnym i wrzoścach. Osobniki aktywne spotyka się od marca do listopada. Stadium zimującym są postacie dorosłe.
Gatunek palearktyczny. W Europie znany jest z Francji, Niemiec, Szwajcarii, Austrii, Włoch, Estonii, Łotwy, Litwy, Polski, Czech, Słowacji, Węgier, Białorusi, Ukrainy, Mołdawii, Rumunii, Bułgarii, Słowenii, Chorwacji, Bośni i Hercegowiny, Czarnogóry, Serbii, Albanii, Macedonii Północnej, Grecji oraz europejskiej części Rosji. W Azji notowany jest z Turcji, Azerbejdżanu i Kazachstanu.
Na „Czerwonej liście gatunków zagrożonych Republiki Czeskiej” umieszczony jest jako gatunek krytycznie zagrożony wymarciem (CR).